# René Farwig
René Fererico Farwig Guillen, né le 30 septembre 1935 en Allemagne, est un ancien skieur alpin bolivien.
Il est le premier sportif à représenter la Bolivie à des Jeux olympiques d'hiver, en concourant dans les épreuves du slalom et du slalom géant aux Jeux olympiques d'hiver de 1956 à Cortina d'Ampezzo, en Italie.
Il est également l'initiateur, avec son frère, de la création d'une petite équipe de skieurs alpins permettant à la Bolivie de se présenter aux Jeux olympiques d'hiver de 1980, à Lake Placid aux États-Unis.